# Jump That Rock (Whatever You Want)
Jump That Rock (Whatever You Want) – singiel promujący płytę Jumpin’ All Over the World, utworzony przez niemiecką grupę muzyczną Scooter wraz z angielskim zespołem rockowym Status Quo.
1. Jump That Rock (Whatever You Want) (Radio Edit) 3:23
2. Jump That Rock (Whatever You Want) (Telecaster Club Mix) 5:51
3. Jump That Rock (Whatever You Want) (Extended Mix) 5:08
4. The Hi Hat Song 4:49